# Anyphaena salto
Espèce
Anyphaena salto est une espèce d'araignées aranéomorphes de la famille des Anyphaenidae.

## Distribution
Cette espèce est endémique du Durango au Mexique,. Elle se rencontre à El Salto.

## Description
Les mâles mesurent de 3,01 à 3,55 mm et les femelles de 4,10 à 4,28 mm.

## Étymologie
Son nom d'espèce lui a été donné en référence au lieu de sa découverte, El Salto.

## Publication originale
- Platnick & Lau, 1975 : A revision of the celer group of the spider genus Anyphaena (Araneae, Anyphaenidae) in Mexico and Central America. American Museum novitates, no 2575, p. 1-36 (texte intégral).